# Thamnomyces
Thamnomyces es un género de hongos en la familia Xylariaceae. Fue descripto por el botánico alemán Christian Gottfried Ehrenberg en 1820. A partir del 2008, el género contiene cuatro o cinco especies.